# Parameshthi
Les Parameshthis ou Pañca-Parameṣṭhi sont l'autorité supérieure du jaïnisme.
Paramesthis se traduit par: Êtres supérieurs; panca veut dire: cinq.
Il s'agit:
- Des Arihants: les croyants qui ont atteint le dernier stade avant la libération: Kevala Jnana; puis qui ont été illuminés par le moksha; les 24 Tirthankaras de notre époque en font partie.
- Des siddhas: les âmes libérées du samsara.
- Des Acharya: les chefs des ordres de la foi jaïne.
- Des Upadhyaya: les enseignants.
- Des sâdhus: les moines-ascètes.

Un mantra très récité leur est dédié: le Namaskara Mantra.